# أزمة منتصف العمر (مسلسل)
أزمة منتصف العمر هو مسلسل تلفزيوني درامي مصري عُرض في عام 2023 عبر منصة شاهد، من بطولة كريم فهمي وريهام عبد الغفور، ومن إخراج كريم العدل.

## قصة المسلسل
تدور أحداث المسلسل حول "فيروز" (ريهام عبد الغفور) التي تزوجت من رجل أكبر منها في السن بسبب ضغط والدتها وتنجب منه فتاة وهي "مريم" (رنا رئيس)، وخلال الأحداث تتزوج مريم من عمر "كريم فهمي" الذي يكبرها في العمر أيضا، تقع فيروز في حب عمر وتتسبب علاقتهما السرية بمشاكل كثيرة لها.

## طاقم التمثيل
- كريم فهمي: (عمر)
- ريهام عبد الغفور: (فيروز)
- رنا رئيس: (مريم)
- هند عبد الحليم: (سلمى)
- عمر السعيد: (زياد)
- ركين سعد: (ياسمين)
- رشدي الشامي: (عزت)
- هاجر عفيفي: (فرح)
- آية سليم: (هايدي)
- سلوى محمد علي: (نادية)
- سلافة غانم: (أم زينب)
- شروق إبراهيم: (نادين)
- بوسي الشامي: (نور)
- باسم موريس عدلي: (هشام)

## فريق العمل
- إخراج: كريم العدل
- تأليف: أحمد عادل
- معالجة درامية: كريم فهمي، كريم العدل
- فكرة: أيمن سليم
- إنتاج وتوزيع: سيدرز آرت برودكشن (صباح إخوان)
- المنتج: صادق الصباح
- مدير التصوير: سامح الأمير
- مونتاج: حسن التوني
- موسيقى تصويرية: عادل حقي

## موعد العرض
بدأ تصوير المسلسل في فبراير 2022 ويتكون من 15 حلقة وكان من المقرر عرضه في موسم رمضان 2022، لكن تم تأجيله ليعرض على منصة شاهد في بداية عام 2023.